# Vezérmű
A vezérmű a dugattyús szerkezetek (pl. belső égésű motorok, hőerőgépek, szivattyúk) hengereinek töltését és ürítését végző szelepeket vezérlő gépelem.

## Belső égésű motorok

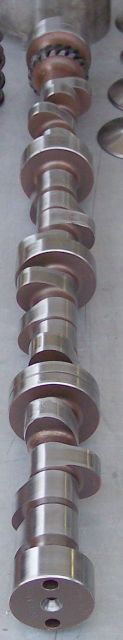
Vezérműtengely

A belső égésű motorokban a levegő beszívására ill. az égéstermékek kibocsátására szinte kizárólag szelepeket használnak. A szelepeket mozgató vezérmű egy vagy több vezérműtengelyből ("bütyköstengely") áll. A kétütemű motorok működhetnek a dugattyú által vezérelt résszelepekkel, ilyen esetben nincs szükség külön vezérműre, de létezik szelepes kétütemű motor is, leggyakrabban hengerenként egy darab kipufogószeleppel. A kétütemű motorokban a vezérműtengely a főtengellyel azonos fordulatszámmal forog, a négyütemű motorokban a vezérműtengely fordulatszáma a főtengely fordulatszámának a fele.
A belső égésű motorokban a vezérműtengely elhelyezkedésétől függően a következő elrendezéseket találjuk:
- SV (Side Valve) – Alul vezérelt, oldalt szelepelt
- IOE (Inlet Over Exhaust) – Alul vezérelt, oldalt szelepelt, a függő szívószelep az álló kipufogószelep fölött
- OHV (Over Head Valve) – Alul vezérelt, felül szelepelt
- OHC (Over Head Camshaft) – Felül vezérelt, felül szelepelt

A korszerű személygépkocsi vezérművek manapság szinte kivétel nélkül OHC elrendezésűek, a 4 szelepes hengerfejeknél leggyakrabban kettős vezérműtengellyel (DOHC). A vezérműtengely mozgathatja a szelepeket himbán keresztül (az OHV elrendezésnél mindig), vagy közvetlenül, úgynevezett emelőtőkéken át.
A vezérműtengely forgatása az SV és OHV elrendezésnél egy fogaskerék-áttétellel közvetlenül történik. Az OHC elrendezésnél a felül elhelyezett vezérműtengelyt a lassító áttétel fogaskerekéről vagy vezérműlánccal, vagy fogasszíjjal vagy pedig királytengellyel forgatják. Ritkán az OHV elrendezésnél is használnak vezérműláncot (pl. Škoda), illetve OHC vezérlésnél is előfordul a fogaskerekes meghajtás. Ennek az az előnye, hogy a fogaskeréknek nincs nyúlása és kisebb a játéka, tehát élettartama alatt végig pontosabb marad a szelepvezérlés, ezzel magasabb fordulatszámot téve lehetővé (pl. Honda VFR 750, RVF 750, NR 750)
Lassúfordulatú hajómotoroknál találkozunk közvetlen meghajtással, a hajócsavar hajtómű nélkül csatlakozik a motortengelyhez. Itt a hátramenetet a dízelmotor forgásirányának megváltoztatásával érik el. Erre a célra a vezérműtengely külön bütyökcsoportot tartalmaz az előre- ill. hátraforgáshoz. A csoport váltását a motor álló helyzetében a vezérműtengely hosszirányú eltolásával érik el. Erre az időre egy emeltyű az összes szelepet felemeli, hogy a vezérműtengely szabadon elmozdulhasson.

## Gőzgépek
A gőzgépek esetében a hengerben a gőzcsere történhet tolattyúval, szeleppel vagy ritkábban csappal. Ezek mozgatására többféle vezérmű-mechanizmust dolgoztak ki. A gőzgépeknél – a belsőégésű motorokkal ellentétben – a vezérműnek az irányváltásról, valamint a különféle terheléshez tartozó különböző "töltésről" is gondoskodni kell, valamint a be- és kiömlés helyes időzítése érdekében töltéstől függő "elősietést" kell biztosítania.
A műszaki fejlődés során a gőzgépekhez több különféle vezérművet fejlesztettek ki. Ezek sokféleségéhez műszaki okok mellett szabadalmi szempontok is hozzájárultak. A teljesség igénye nélkül a következő vezérmű-típusokat sorolhatjuk fel:

### Stephenson-féle villás vezérmű

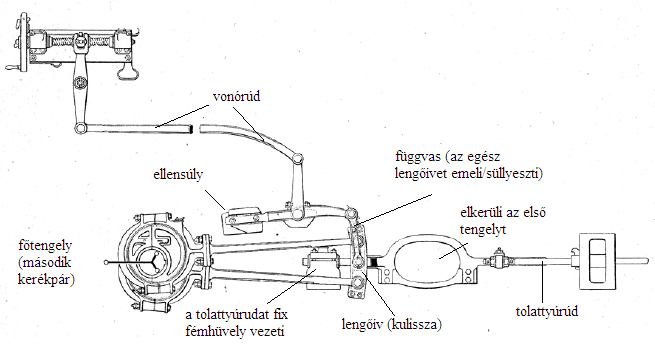
Főkereten belül elhelyezett Stephenson-vezérmű egy 1867-ben épített francia vegyesvonati mozdonyban (Midi801)

Korai vezérmű, amelyben excenterek ("körhagyók") segítségével villák mozogtak, ezek tolták a szelepeket vagy tolattyúkat. Ez a vezérmű bonyolult és kényes szerkezete, valamint pontatlan működése miatt csak a korai gőzgépekben talált alkalmazásra.
A 19. században leggyakrabban alkalmazott vezérmű. A gőzgép főtengelyére, ill. gőzmozdonyok esetében a hajtott tengelyre két excenter ("körhagyó") van felékelve. Egyik az előre forgáshoz van beállítva, a másik a hátra forgáshoz. Az "elősietés" biztosítása érdekében a két excenter nem egymással ellentétes helyzetben, 180°-ban van a főtengelyre felékelve, hanem csak kb. 140°-os szög alatt. A két excenter csuklós hajtórúdon keresztül egy íves kulisszát ("lengőív") mozgat, az egyik a kulissza egyik végét, a másik a másikat. Ily módon a kulissza a főtengely forgása során billegő mozgást végez. A lengőív belsejében egy csúszó elem található, a kulisszakő, ami a tolattyúrúdon keresztül a tolattyút mozgatja. Az irányváltást a lengőív felemelésével vagy lesüllyesztésével érik el, ezáltal a kulisszakő vagy a lengőív előremeneti excenter által mozgatott részébe, vagy pedig a hátrameneti excenter által mozgatott részébe kerül. Kisebb "töltést" a lengőív kisebb kitérésével lehet elérni. A Stephenson-féle kulisszás vezérműben a lengőív ívének középpontja a főtengely.
A gőzmozdonyokon a Stephenson-féle kulisszás vezérmű kétféle elrendezéssel kerülhetett alkalmazásra. A lengőív hajtórúdjai vagy "egyenesen" haladtak az excenterektől, vagy keresztezve. Az előbbi elrendezés kisebb mértékű "töltést" tett lehetővé, de egyben nem engedte a hengerek 100%-hoz közel eső "feltöltését", emiatt inkább gyorsvonati mozdonyokban alkalmazták. A "keresztezett" Stephenson-féle kulisszás vezérmű tehervonati és hegyvidéki mozdonyokban került alkalmazásra. A "stacionér gőzgépekben" és a hajógépekben kisebb terhelés-ingadozások miatt leggyakrabban az egyenes kivitelt használták.
A Stephenson-féle kulisszás vezérmű egyik legnagyobb hátránya az "elősietés" miatt beállított 140°-os excenter felékelésből származott. Emiatt ugyanis a lengőív középső pontja nem állt egy helyben, hanem kis amplitúdójú mozgást végzett. Annak érdekében, hogy a kulissza középállásában a henger ne kapjon töltést, a gép ne indulhasson el, a tolattyút úgy kellett méretezni, hogy kismértékű elmozdulás esetén még ne engedjen gőzt a hengerbe. Ez azonban lehetetlenné tette, hogy a gépet egy bizonyos mértéknél kisebb "töltéssel" járassák, a gép tehát kis terhelésnél több gőzt fogyasztott a kelleténél.
A Stephenson-féle kulisszás vezérművet a gőzmozdonyokban gyakran helyezték el a főkereten belül, az excenterek a hajtott tengelyre voltak felékelve. Az amerikai gyakorlat szerint a vezérmű egy emeltyűn keresztül mozgatta a kívül elhelyezett tolattyúkat. Az európai mozdonyépítők a tolattyúszekrényt is a főkereten belülre helyezték, így a vezérmű közvetlenül hajtotta a tolattyúkat.

### Gooch vezérmű
A Gooch-féle vezérmű nagyon hasonlít a Stephenson-féle kulisszás vezérműre azzal a különbséggel, hogy ennél a lengőív közepe egy fix helyzetű tengely körül billeg, az átvezérlést a tolattyúrúd helyzetének a mozgatásával érik el. A tolattyúrúd emiatt csuklós kivitelű. A Gooch-vezérműben a lengőív ívének a középpontja a tolattyúrúd csuklója, tehát az ív állása a Stephenson-vezérműhöz képest fordított.

### Allan–Trick vezérmű
Ez a vezérmű a két előző kivitel kombinációja. Itt egy kétoldalú emelő mind a kulisszát, mind pedig a tolattyúrudat mozgatja, egymással ellentétes irányban. Az Allan–Trick vezérműben a kulissza egyenes (tehát szigorúan véve nem "lengőív").

### Heusinger–Walschaert vezérmű

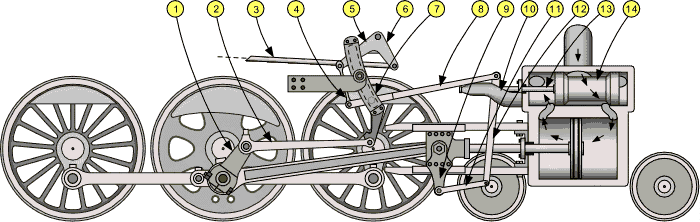
Klikk a képre egy nagyobb felbontás megtekintéséhez

A modern gőzmozdonyoknál alkalmazott legelterjedtebb típus. A német nyelvterületen Heusinger vezérműnek hívják, míg az angolszász nyelvterületen Walschaert vezérmű néven ismerik.
Itt a lengőívet rendszerint egy ellenforgattyú, ritkábban excenter mozgatja a hajtókar helyzetétől 90°-os állásban. A kulisszakő nincs közvetlen kapcsolatban a tolattyúrúddal, hanem a tolattyú-vonórúdon keresztül az elősiető-kiegyenlítőrúdra hat. Ennek a másik vége az elősiető-összekötőrúdon át a keresztfejjel áll összeköttetésben. Az elősiető-kiegyenlítőrúd a lengőív mozgásához hozzáadja a dugattyú 90°-ban eltolt mozgásának egy részét, így biztosítja az "előnyitást". A Heusinger–Walschaert vezérmű előnye a Stephenson-vezérművel szemben az, hogy a töltéstől függetlenül azonos mértékű előnyitást biztosít.
A Heusinger–Walschaert vezérmű hátránya, hogy a kulissza a lengőívben minden beállítás mellett kismértékű csúszó mozgást is végez, ami a kulissza kikopását idézi elő.

### Baker vezérmű
A Baker vezérmű felépítése hasonlít a Heusinger-Walschaert vezérműére, de nem rendelkezik lengőívvel. Ehelyett egy szögemeltyű az ellenforgattyúrúd vízszintes mozgását függőlegessé, majd ezt egy másik szögemeltyű újra vízszintessé alakítja. Ez a szögemeltyű hajtja a tolattyú-vonórúdat. E második szögemeltyű tengelyének a helyzete függőlegesen mozgatható volt, ez szabta meg a tolattyú-vonórúd mozgásának a mértékét és irányát.
A Baker vezérmű a modern amerikai gőzmozdonyokban terjedt el, mert nem tartalmazott egymáson csúszó, hanem csak forgó alkatrészeket. A csuklókat ezeken már mind gördülőcsapágyakkal látták el. A Baker vezérmű hátránya a drágán elkészíthető, bonyolult formájú alkatrészeket tartalmazó kettős szögemeltyű szerelvény.
A MÁV 422 sorozatú gőzmozdonyok néhány példányán alkalmazott Gölsdorf-féle vezérmű működési elvét tekintve egy Baker vezérműnek felel meg.

### Joy vezérmű
A Joy vezérmű felépítése eltér az eddigi vezérművekétől, mert nem tartalmaz sem excentert, sem pedig ellenforgattyút. A tolattyú működtetéséhez szükséges mozgást a hajtórúdról veszi le. A hajtórúd hosszának kb. a felénél egy függőleges összekötőrúd csatlakozik rá, aminek az alsó végét egy vízszintes lengőrúdhoz csapágyazták. Az összekötőrúd kb. 1/3-ánál egy függőleges tolórúd csatlakozik hozzá, aminek a felső vége egy forgatható kulisszában mozog. Ugyanide van a tolattyú-összekötőrúd is egy csuklóval bekötve. A kulissza állása szabja meg, hogy a tolórúd közel függőleges mozgása a tolattyú-összekötőrudat milyen irányban és milyen mértékben mozgatja. A két alsó rúd helyzete, valamint az a tény, hogy a mozgást a gőzgép hajtórúdjáról ott veszi le, ahol az már nem teljesen vízszintes kitérést végez, egyben ellátja az elősiető feladatot is.
Az összes vezérmű közül a Joy vezérmű látja el a feladatát a legkevesebb alkotóelem segítségével. Hátrányos benne, hogy a kulisszakő a kulisszában folytonos csúszó mozgást végez. Ezt ki lehet küszöbölni a Baker vezérműben is használatos változtatható tengelyű emeltyűvel, de ennek alkalmazásával a vezérmű bonyolultabb lesz.
A Joy vezérművet gőzmozdonyokban szinte kizárólag csak Nagy-Britanniában használták, de hajógépeknél az ilyen elvek szerint működő vezérmű nem volt ritka.

## Lásd még
- Belső égésű motor
- https://en.wikipedia.org/wiki/Valvetrain
- Bütykös mechanizmus
- https://en.wikipedia.org/wiki/Valve_gear